# Vincetoxicum katoi
Vincetoxicum katoi är en oleanderväxtart som först beskrevs av Jisaburo Ohwi, och fick sitt nu gällande namn av Kitagawa. Vincetoxicum katoi ingår i släktet tulkörter, och familjen oleanderväxter. Inga underarter finns listade i Catalogue of Life.